# Sieben Diebe
Sieben Diebe (Originaltitel: Seven Thieves) ist ein US-amerikanischer Kriminalfilm von Regisseur Henry Hathaway aus dem Jahr 1960 mit Edward G. Robinson, Rod Steiger, Joan Collins und Eli Wallach in den Hauptrollen. Der Film wurde von der Twentieth Century Fox produziert nach dem Roman The Lions At The Kill von Max Catto geschrieben unter seinem Pseudonym Simon Kent.

## Handlung
Der brillante Professor Theo Wilkins erntet nicht die ihm gebührende Aufmerksamkeit und Anerkennung des akademischen Wissenschaftsbetriebes und die seiner Kollegen. Er wird dadurch straffällig. Nach seinem Gefängnisaufenthalt überredet er seinen alten Freund einen versierten Geldschrankknacker Paul Mason ihn in Monte Carlo in Monaco zu treffen. Der Professor weiht Mason behutsam in den Plan ein, das Spielcasino von Monte Carlo zu berauben, da es dort ohnehin nur die Reichen und die Leichtsinnigen betrifft. Dieser ist zu Beginn wenig begeistert, vor allem, da ihn die Zusammenarbeit mit seinem alten Freund auch einige Jahre Gefängnis eingebracht haben. Nach und nach jedoch und aus Gründen der Alternativlosigkeit, Mason hat noch fünf Dollar in seiner Tasche, beginnt er sich für die verwegenen Pläne des Professors zu erwärmen. Er begutachtet die fünf anderen Mitstreiter in diesem Coup. Vom Professor wurden die Nachtclubsängerin Melanie, der Saxophonspieler Poncho, der Geldschrankknacker Louis und der grobschlächtige Automechaniker Hugo Baumer rekrutiert. Das siebte Mitglied der Bande wird Raymond Le May, die rechte Hand des Casinobesitzers, der Melanie hoffnungslos verfallen ist und der Bande sämtliche Unterlagen und Baupläne des Casinos beschafft. Zusammen sind sie sieben Diebe. Allerdings vertraut der Professor nur seinem Schützling Mason und überträgt ihm die Leitung des Projekts.
Nachdem Paul Mason, die anderen fünf Crewmitglieder charakterlich auf Herz und Nieren überprüft hat und einigermaßen zufrieden ist, willigt er schließlich ein, allerdings nur unter zwei Bedingungen, er hat das Sagen und es gibt keine Gewalt bei dem Überfall. Falls etwas schiefgeht zieht er den Gefängnisaufenthalt der französischen Guillotine vor. Die akribischen und raffinierten Planungen des Professors werden pedantisch am bestmöglichen Tag, einem Festbanquett, umgesetzt. Der Professor spielt im üppig gefüllten Casino die Rolle des Leibarztes von Baron von Roelitz, den Poncho mimt. Dieser soll im entscheidenden Augenblick eine kleine Dosis Zyankali schlucken, so bemessen, dass er nur in eine Bewusstlosigkeit fällt, um einen Herzinfarkt vorzutäuschen. Poncho ist nicht wohl bei der Sache, aber er will auch nicht als Feigling dastehen und es reizt das Geld, also willigt er in den tollkühnen Plan des Professors ein.
Während Melanie, als Madame De La Cruz verkleidet, ein Fenster in einem Nebenraum des Casinos öffnet, durch das Paul und Louis über einen schmalen Fenstersims in das besagte Zimmer gelangen können, in dem der Fahrstuhl in den Tresorraum führt, bieten der Professor und der vermeintliche Baron den Zuschauern ein nervenaufreibendes Spektakel. Allerdings als Poncho die Zyankalikapsel schließlich wirklich auch schlucken soll, um den Herzanfall vorzutäuschen, erstarrt er vor Angst. Der Professor hat dies einkalkuliert und hilft nonchalant nach, indem er Poncho eine unfreiwillige Dosis Zyankali per Spritze in den Hals verabreicht, Poncho in Person des Barons sinkt sogleich leblos von seinem Rollstuhl zu Boden. Der Casinobesitzer, der durch den vermeintlichen Herzanfall (den Selbstmord des Barons) einen Skandal befürchtet, wird vom Professor in ein Nebenzimmer geführt und mit einigen wohlkalkulierten Worten beruhigt. Poncho, der einem Toten verdächtig Nahe kommt, soll mit einem Krankenwagen, den Hugo Baumer fährt, am Nebeneingang abgeholt werden. Als Melanie von einem der Gäste als Nachtclubsängerin erkannt wird und dieser droht den Schwindel auffliegen zu lassen, schafft es Melanie gerade noch, den zurückkehrenden Geldschrankknackern Paul und Louis, die in der Zwischenzeit den Tresor geknackt, das Geld entwendet und in einem unbeobachteten Moment im Rollstuhl des Barons versteckt haben, wieder das Fenster im Nebenraum des Casinos zu öffnen. Gerade im letzten Moment, als ein Angestellter Melanie zur Rede stellen will, erscheinen Paul und Louis und weisen sich als Begleiter der Madame De La Cruz aus. Der Angestellte verschwindet wortlos. Der Professor verlässt das Spielcasino mit seinem leblosen Schützling durch den Seiteneingang, wo bereits der Krankenwagen wartet und Paul, Louis und Melanie durch die Vordertür. Hugo Baumer fährt den Rettungswagen, Paul sitzt neben ihm. Der Professor sitzt glücklich neben dem leblosen Poncho auf der Rückbank des Wagens. Der Professor strahlt und feiert seinen gelungenen Coup gegenüber Paul, endlich wird er die würdige Aufmerksamkeit erhalten, wenn auch nicht auf seinem Fachgebiet innerhalb der Wissenschaft. Er hat endlich einen Schlussstrich mit allem gezogen, es der Welt nochmal so richtig gezeigt und seinen inneren Frieden wiedergefunden.
Während Poncho nun langsam im Rollstuhl zu sich kommt, der Professor hat also die Dosis genau richtig bemessen, stirbt der Professor hingegen unbemerkt und unerwartet den Herztod auf der Rückbank des Krankenwagens. Die beiden Fahrzeuge halten daraufhin in einem Waldstück. Paul beschließ den toten Professor zurück in sein Hotelzimmer zu bringen, so dass es wie ein natürlicher Tod wirkt. Die anderen drei fahren mit der Casinobeute zum gemeinsamen Treffpunkt. Auf dem Weg zum Hotel kommen sich Melanie und Paul näher, Melanie merkt, das Paul eigentlich der Sohn des Professors ist und ehrlich um seinen Vater trauert. Sie will von dem gestohlenen Geld jetzt nichts mehr haben, auch Paul verzichtet auf das Geld. Während die drei anderen Gauner das Geld nur noch durch fünf teilen wollen und Raymond, der ihrer Meinung nach wenig zum Gelingen des Casinoraubzuges beigetragen hat, nur ein Zehntel der Beute bekommen soll, stoßen Melanie und Paul zum Trio am vereinbarten Treffpunkt. Diese sind entsetzt als Paul das Geld inspiziert und feststellt, dass die Banknoten markiert sind und das Geld praktisch nicht in Umlauf zu bringen ist. Die einzige Lösung ist es, das Geld dem Casino zurückzugeben. Paul hofft, dass der Raub noch unentdeckt geblieben ist und das Casino einen Skandal fürchtet und daher keine Anzeige erstatten wird. Poncho, Louis und Hugo Baumer sind wenig angetan von Melanies und Pauls Plänen, das Geld zurückzugeben, es kommt unweigerlich zum Streit. Hugo geht mit einer Waffe auf Paul los, wird aber von diesem niedergeschlagen. Das Geld nimmt Paul an sich. Gemeinsam mit Melanie bringt er das Geld dem Casino zurück, um nicht aufzufallen, mischen sie sich wie normale Spieler unter die Gäste und spielen am Roulette mit dem letzten verblieben Geld, aus dem Budget der Planung. Der Geldkoffer wird vom Direktor in der Zwischenzeit unbemerkt zurückgenommen, der Casinochef ist heilfroh sein Geld wiederzuhaben und will daher auch kein Aufhebens machen. Paul und Melanie wollen derweil schon erleichtert das Casino verlassen, als der Croupier sie bittet zu warten, bis die Kugel fällt. Paul und Melanie, die ihr Geld in Gedanken wahllos nach dem Glücksprinzip verteilt haben, gewinnen unverhofft eine richtige Stange Geld auf dem Glücksspielweg. So verlassen die beiden als ehrliche und geläuterte Menschen mit dem gewonnenen Geld als Bonus das Spielcasino in eine gemeinsame Zukunft.

## Deutsche Synchronisation
Die Angaben zur deutschen Synchronfassung entstammen der deutschen Synchronkartei.
Die Synchronfassung entstand bei der Elite Film Synchron GmbH in West-Berlin. Das Dialogbuch schrieb Fritz A. Koeniger. Die Dialogregie führte Heinz Giese.
| Rolle                       | Darsteller         | Synchronsprecher |
| --------------------------- | ------------------ | ---------------- |
| Theo Wilkins / Dr. Vital    | Edward G. Robinson | Alfred Balthoff  |
| Paul Mason / John Edwards   | Rod Steiger        | Horst Niendorf   |
| Melanie / Madame De La Cruz | Joan Collins       | Marion Degler    |
| Poncho / Baron von Roelitz  | Eli Wallach        | Friedrich Joloff |
| Raymond Le May              | Alexander Scourby  | Paul Edwin Roth  |
| Louis Antonizzi             | Michael Dante      | Wolfgang Gruner  |
| Hugo Baumer                 | Berry Kroeger      | Arnold Marquis   |
| Casinodirektor              | Sebastian Cabot    | Konrad Wagner    |
| Duc di Salins               | Marcel Hillaire    | Erich Fiedler    |
| Casinodetektiv              | John Beradino      | Heinz Welzel     |
| Gouverneur                  | Alphonse Martell   | Kurt Waitzmann   |

## Kritiken
„Eine Gruppe professioneller Gauner beraubt unter der Leitung ihres intelligenten Anführers die Spielbank von Monaco. Betuliche, aber charmante Genreunterhaltung, die sich in erster Linie auf ihre routinierten Darsteller verläßt.“

## Produktionsnotizen
Das Szenenbild kam von John DeCuir und Lyle R. Wheeler. Der Tonschnitt stammt von Harry M. Leonard und Charles Peck. Die Kostüme lieferte Bill Thomas, die Bauten schufen Stuart A. Reiss und Walter M. Scott. Ben Nye sowie Myrl Stoltz zeichneten für Masken und Frisuren verantwortlich. Edward B. Powell hatte als Dirigent die musikalische Leitung. Drehort des Films war die Französische Riviera, Alpes-Maritimes.

## Auszeichnungen
- Bei der Oscarverleihung 1961 erhielt der Film eine Oscar-Nominierung für Bill Thomas in der Kategorie Beste Kostüme (Schwarzweißfilm).